# Farmington (Minnesota)
Farmington é uma cidade localizada no estado americano de Minnesota, no Condado de Dakota.

## Demografia
Segundo o censo americano de 2000, a sua população era de 12.365 habitantes.
Em 2006, foi estimada uma população de 18.207, um aumento de 5842 (47.2%).

## Geografia
De acordo com o United States Census Bureau tem uma área de
32,5 km², dos quais 32,5 km² cobertos por terra e 0,0 km² cobertos por água. Farmington localiza-se a aproximadamente 294 m acima do nível do mar.

## Localidades na vizinhança
O diagrama seguinte representa as localidades num raio de 16 km ao redor de Farmington.